# Aviosuperficie Fly Roma
L'aviosuperficie Fly Roma è una aviosuperficie italiana situata ad Est della città di Roma, a circa 8 km dal G.R.A. della capitale, ad una altitudine di 65 m s.l.m.. L'aviosuperficie è sita nel comune di Monte Compatri, ma si trova nelle immediate vicinanze di Valle Martella, località nel comune di Zagarolo. 

## Strutture e dati tecnici
L'aviosuperficie si trova all'interno dell'ATZ dell'Aeroporto di Guidonia e dispone di un corridoio per il sorvolo e l'uscita dall'area dell'ATZ dei velivoli da diporto o sportivi.
L'aviosuperficie è dotata di una pista in manto erboso di dimensioni pari a 560x25 metri, delimitata da cinesini.
L'orientamento pista è 09/27. Il circuito è destro per la pista 27 e sinistro per la 09.
La frequenza aeronautica dell'aviosuperficie è 130.00 MHz
Sull'aviosuperficie operano aerei ultraleggeri, di aviazione generale ed elicotteri.
Le strutture comprendono una club house, un hangar per il rimessaggio dei velivoli ed un centro manutenzione autorizzato Tecnam.
Presso l'aviosuperficie ha sede operativa una Scuola di Volo riconosciuta dall'Aero Club d'Italia.

## Trasporti
L'aviosuperficie è situata sulla strada provinciale 13c, raggiungibile in auto da Roma dalla via Prenestina, uscita n. 16 del G.R.A..

## Incidenti
- 23 novembre 2002. Un ultraleggero 3I Sky Arrow (marche I-6017) precipita in fase di atterraggio per pista 27, stallando in prossimità del gruppo di alberi ad est della testata e causando il decesso del pilota, unico occupante. Le cause della perdita di controllo non sono state accertate[3].
- 16 settembre 2011. Un ultraleggero Tecnam P2002 con solo pilota a bordo precipita a circa 600 metri dalla pista, dopo aver effettuato un tentativo di atterraggio per pista 09. Muore il pilota. Le cause del mancato atterraggio e della successiva perdita di quota in fase di riattaccata, per la quale tecnicamente vi erano ampi margini, non sono state accertate[4].